# Saint-Martin-sur-Ocre (Le Val d'Ocre)
Saint-Martin-sur-Ocre è un ex comune francese di 54 abitanti, dal 1º gennaio 2016 frazione di Le Val d'Ocre, comune situato nel dipartimento della Yonne nella regione della Borgogna-Franca Contea.

## Società

### Evoluzione demografica
Abitanti censiti